# زمین‌لرزه ۱۹۳۲ لریسوس
زمین‌لرزه لریسوس  در تاریخ ۲۶ سپتامبر ۱۹۳۲ میلادی، برابر با ‎۴ مهر ۱۳۱۱، ساعت ۱۹:۲۰:۴۸ به زمان یوتی‌سی در یونان ، منطقه لریسوس رخ داد. ژرفای این زلزله ۳۵ کیلومتر بود. بزرگی آن ۶٫۹ در مقیاس ریشتر اعلام شده‌است. زمین‌لرزه به وقت محلی در روز دوشنبه، ساعت ۲۱ روی داده و منطقه زمانی آن یوتی‌سی +۲ بوده‌است (با لحاظ تغییر ساعت تابستانی).
سازمان زمین‌شناسی آمریکا نیز جای این زمین‌لرزه را در مختصات ۳۹°۴۸′شمالی ۲۳°۴۸′شرقی / ۳۹٫۸°شمالی ۲۳٫۸°شرقی و بزرگی آنرا برابر با ۷٫۲ در مقیاس ریشتر اعلام کرده‌است. ژرفای گزارش شده از سوی این سازمان ۴۰ کیلومتر می‌باشد.
شمار کشتگان زلزله حدود ۴۹۱ نفر بوده‌است.سونامی نیز در این زلزله گزارش شده‌است.